# نحميا أبوت
نحميا أبوت (بالإنجليزية: Nehemiah Abbott)‏ هو محامي وسياسي أمريكي، ولد في 29 مارس 1804، وتوفي في 26 يوليو 1877. حزبياً، نشط في الحزب الجمهوري. وقد انتخب عضو مجلس نواب مين وانتخب عضو مجلس النواب الأمريكي.